# Böhmische Küche

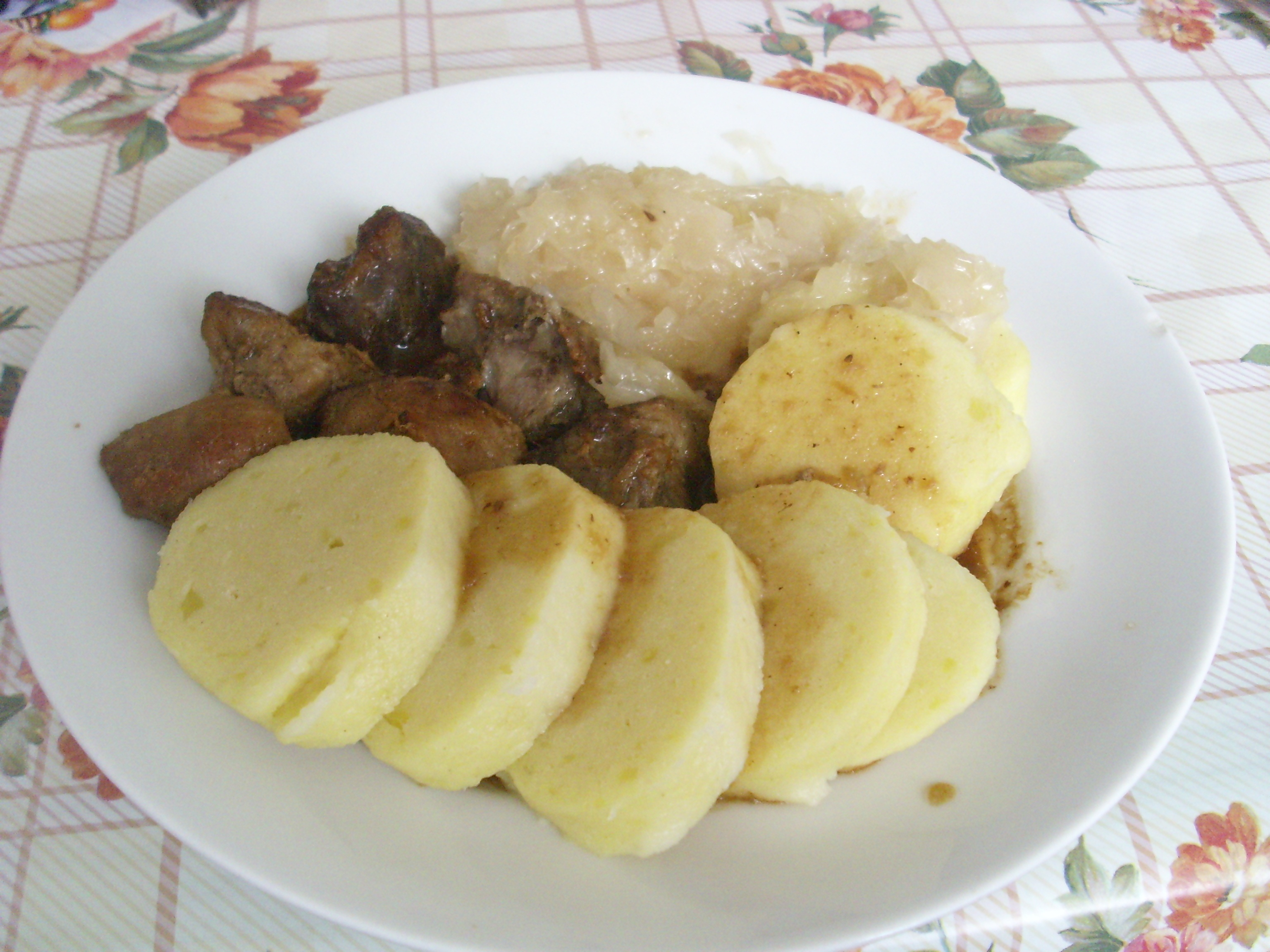
Das tschechische Nationalgericht: Schweinebraten mit Knödel und Kraut (vepřo-knedlo-zelo)

Die böhmische Küche (tschechisch česká kuchyně) ist im allgemeinen Verständnis die traditionelle Küche auf dem Gebiet der Tschechischen Republik und umfasst auch die Küchen der Landesteile Mähren und Schlesien. Sie ist vor allem mit der österreichischen und der ungarischen, aber auch mit der bayerischen, sächsischen und schlesischen Küche verwandt. Im fruchtbaren, von einem Mittelgebirgskranz eingeschlossenen Böhmischen Becken war das Angebot an Feldfrüchten, Obst, Gemüse, Beeren, Pilzen, Fischen und Wild schon immer vielfältig. Die Landwirtschaft lieferte ausreichend Getreide und Fleisch, vorwiegend von Schwein und Rind. Dementsprechend üppig entwickelte sich auch der Speisezettel der böhmischen Küche. Der Sage nach soll der Urvater Čech über Böhmen gesagt haben, es sei ein Land, in dem Milch und Honig flössen.

## Allgemeines
Unter den Hauptgerichten dominieren Fleischgerichte, insbesondere Schweinefleisch. Seltener sind Lamm und Fisch anzutreffen. Sie zeichnen sich durch starken Einsatz von Salz und Knoblauch aus. Wichtige Gewürze sind außerdem Kümmel, Liebstöckel, Piment und Majoran. Zu Fleischgerichten mit Saucen werden als Beilage überwiegend Böhmische Knödel, zu Gerichten mit Bratensaft Kartoffeln oder Kartoffelpüree serviert. Im Bereich der Teigwaren sind traditionell nur Bandnudeln (nudle) mit Ei üblich, die mit Vorliebe auch quadratisch geschnitten werden und dann Fleckerl (fleky) heißen.
Wie in kaum einer anderen Nationalküche wird in Böhmen Gemüse spärlich eingesetzt: Viele der typischen Gerichte werden normalerweise ohne Gemüsebeilage angerichtet. Häufig ist als gemüseähnliche Beilage aber Sauerkraut beziehungsweise frisch gekochtes Weiß- oder Rotkraut anzutreffen.
Salate als Beilage sind meistens schlicht, oft nur mit Essigwasser angerichtet, oft gesüßt. Tomatensalat wird mit Zwiebelwürfeln garniert. Kartoffelsalat ist ein wesentlicher Bestandteil der Böhmischen Küche und ist in zwei Varianten üblich: als Vollversion mit Mayonnaise, (Fleisch-)Wurst, gekochten Eiern, Gewürzgurken, Karotten, Erbsen und Zwiebeln, oder als einfache Beilage nur mit Zwiebeln und mit Essig und Öl angerichtet. Eventuell werden Speck- oder Apfelwürfel hinzugegeben: Die regionalen Unterschiede sind beträchtlich.
Süßspeisen sind vielfältig, die „böhmischen Mehlspeisen“ hatten großen Einfluss auf die österreichische Küche. Viel verwendet werden Mohn und Powidl (Pflaumenmus). An Obst gedeihen vor allem in wärmeren Landstrichen außer den üblichen Obstsorten auch Pfirsiche und Marillen, die in den Mehlspeisen Verwendung finden.

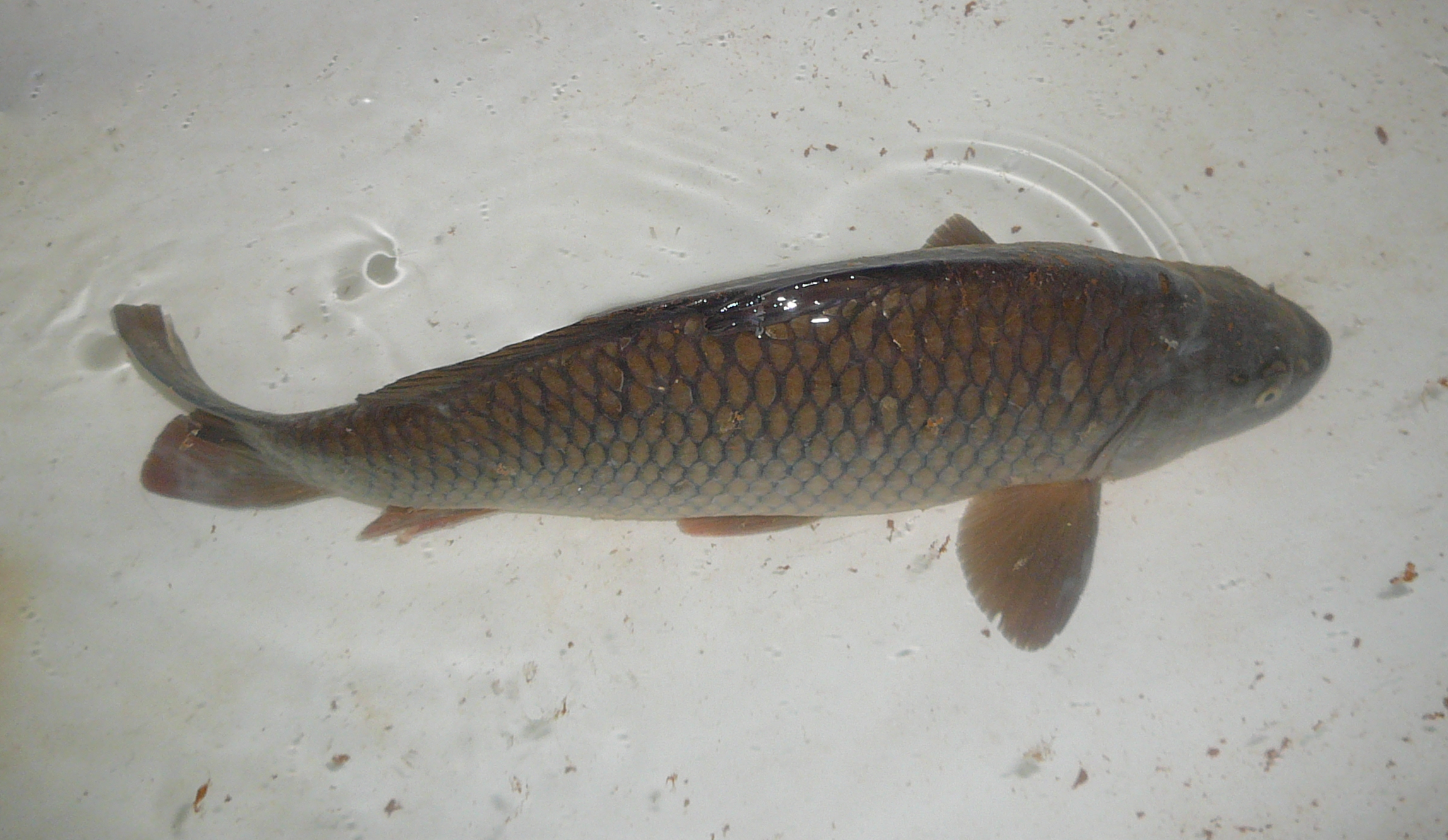
Weihnachtskarpfen in der Badewanne

Der böhmische Karpfen ist berühmt und wird auch ins Ausland exportiert. In Tschechien wird der Weihnachtskarpfen typischerweise noch lebend auf dem Markt gekauft und am Heiligen Abend mit Kartoffelsalat serviert.
Die tschechische Bevölkerung Böhmens und die Deutschböhmen unterschieden sich in der Art des Kochens und in der Vielfalt der Rezepte nicht. Als nach 1945 die deutschsprachige Bevölkerung aus Böhmen und Mähren vertrieben wurde, brachten die Flüchtlinge, von denen sich viele in Bayern ansiedelten, auch die Rezepte der böhmischen Küche mit. Sie fanden in die ohnehin nah verwandte bayerische Küche Eingang.

## Suppen

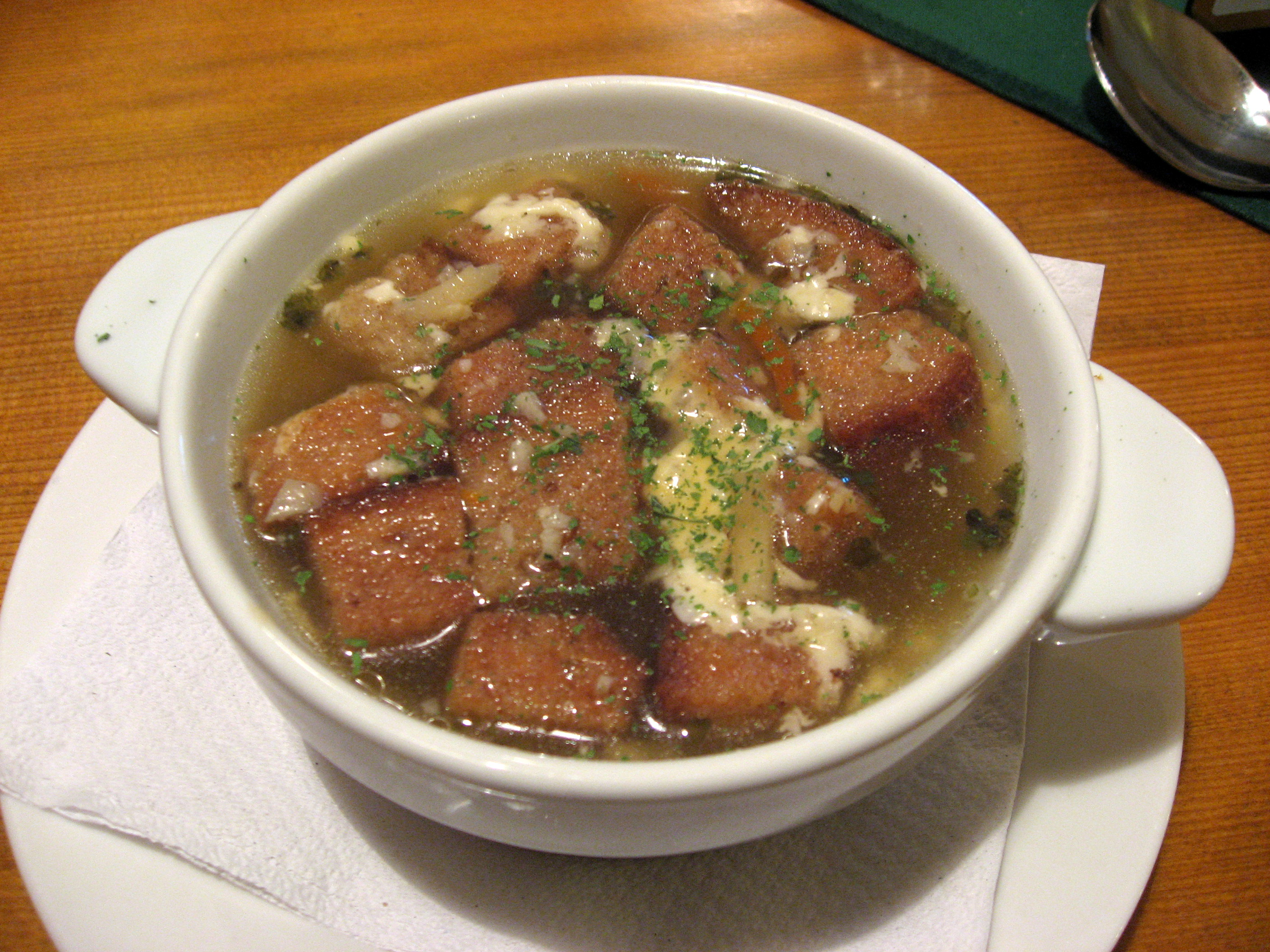
Knoblauchsuppe (Česnečka)

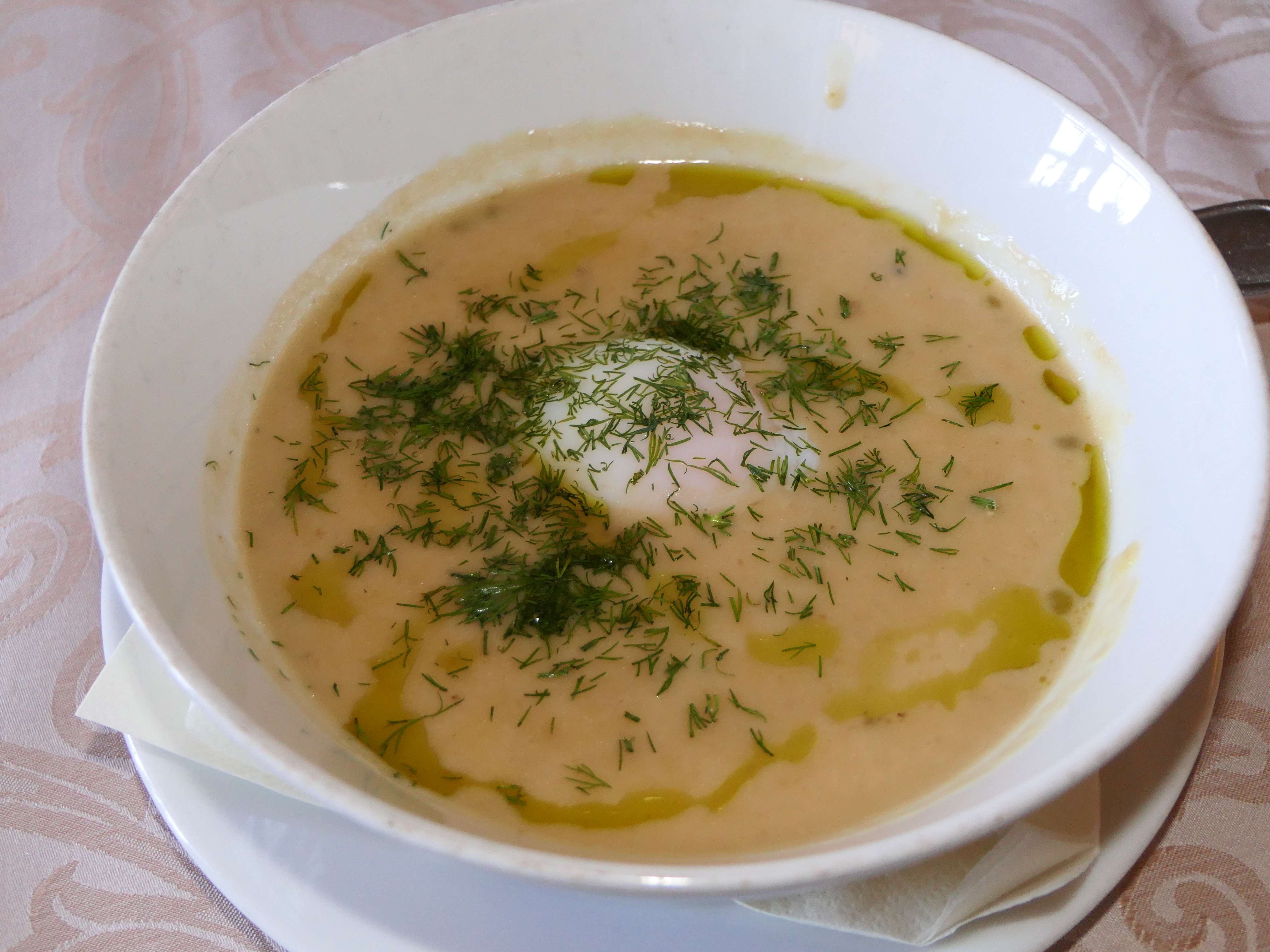
Kulajda

Im tschechischen Volksmund gibt es einen Spruch: „polívka je grunt, maso je špunt“, was frei so viel bedeutet wie „Suppe der Grund, Fleisch der Spund“. Dies zeugt vom Stellenwert der Suppe in der Böhmischen Küche. Suppen werden üblicherweise in einer Tasse zum Gast gebracht und am Tisch in Suppenteller gefüllt, wobei Einlagen auch separat hinzugegeben werden.
Auswahl beliebter Suppen:
- Gulaschsuppe (Gulášová polévka): Wie Gulasch zubereitet, nur flüssiger und mit Kartoffeleinlage, mit Paprika und Kümmel gewürzt, entspricht der österreichischen Gulaschsuppe
- Grießnockerlsuppe (Polévka s krupičkovými knedličky): die Nockerl sind härter und nicht so locker wie in Österreich üblich
- Kartoffelsuppe (Bramborová): die Suppe ist sämig, wird mit Mehlschwitze angedickt. Typischer geschmacksbestimmender Bestandteil ist Liebstöckel.
- Graupensuppe (krupová polévka): eine Variation der Kartoffelsuppe mit weichgekochten Graupen. Lokal häufig mit Pilzen verfeinert
- Knoblauchsuppe (Česnečka): meist klare Brühe von gekochten Kartoffeln mit Kümmel, die mit reichlich geriebenem Knoblauch angereichert wird. Geröstete Weißbrotwürfel werden im Suppenteller angerichtet und erst beim Gast mit der Brühe übergossen
- Krkonošské kyselo, dt.: Riesengebirgs-Sauersuppe, auch als Isersauersuppe bekannt: Pilzsuppe mit etwas Kohl und Essig
- Kuttelsuppe (Dršťková polévka)
- Krautsuppe (zelná polévka/zelňačka): Krautsuppe, kann mit weiteren Zutaten wie Schinken verfeinert werden.
- Kulajda: Kartoffelsuppe mit pochiertem Ei, Pilzen und saurer Sahne.

## Hauptspeisen

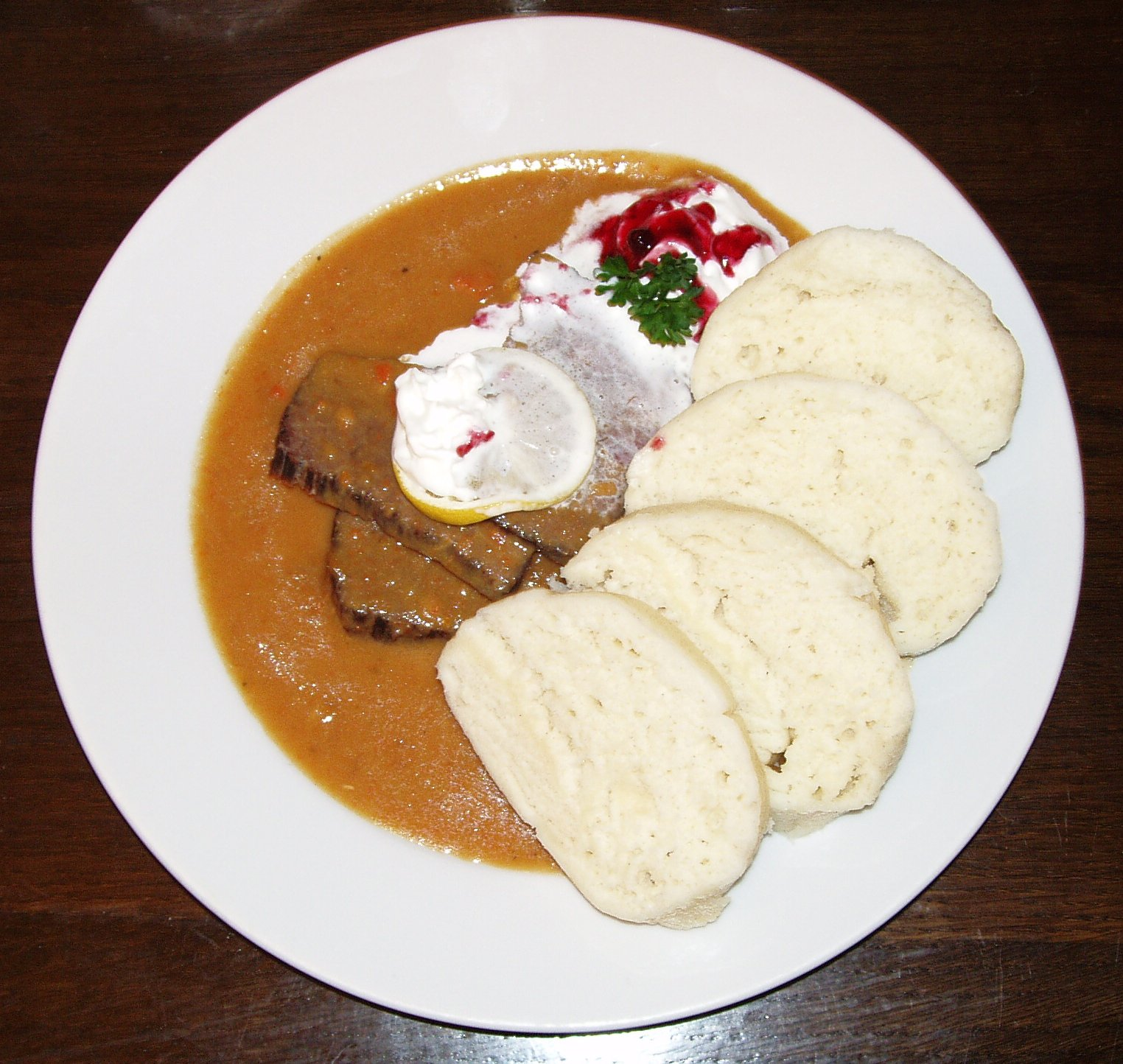
Svíčková na smetaně

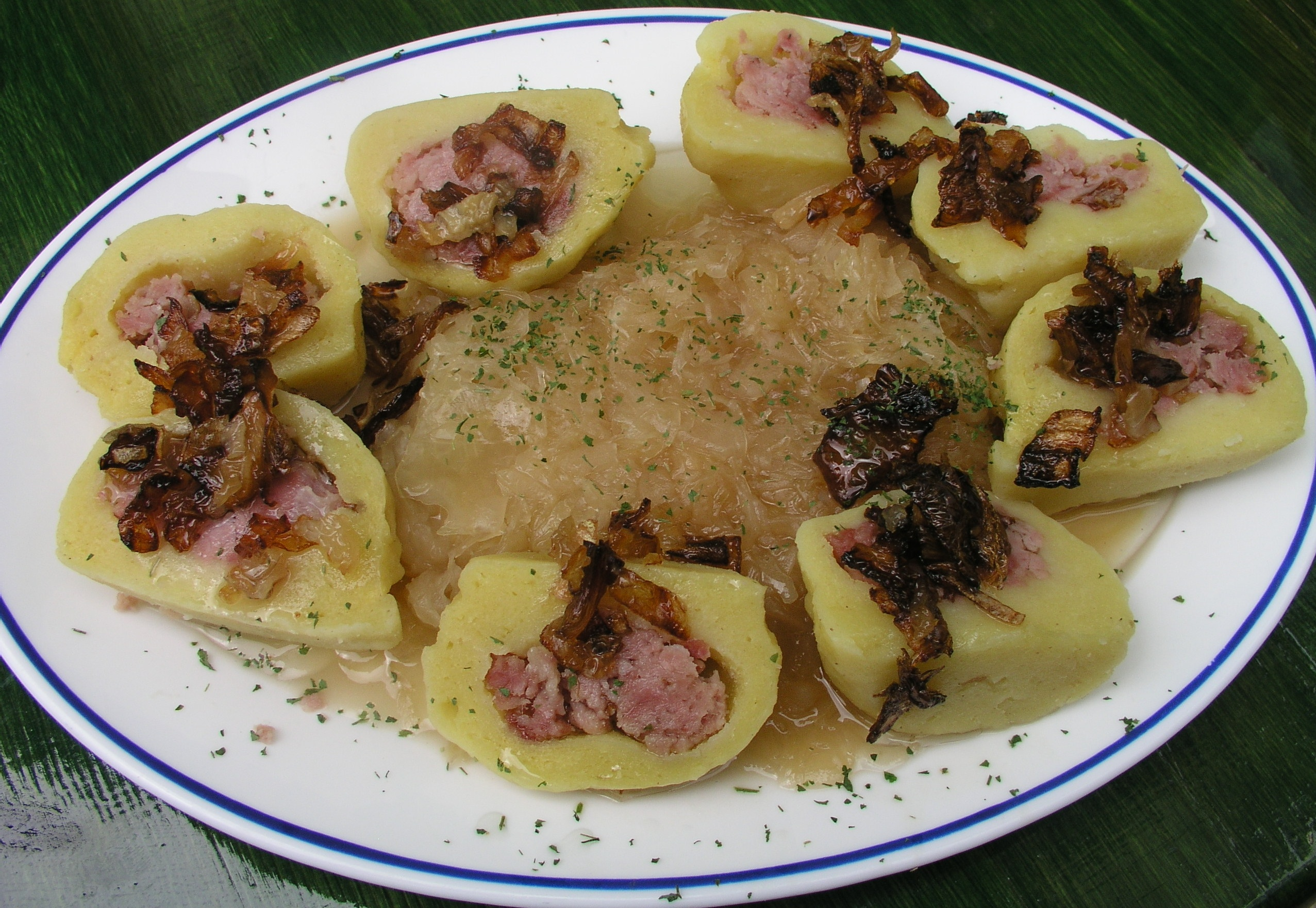
Gefüllte Kartoffelknödel

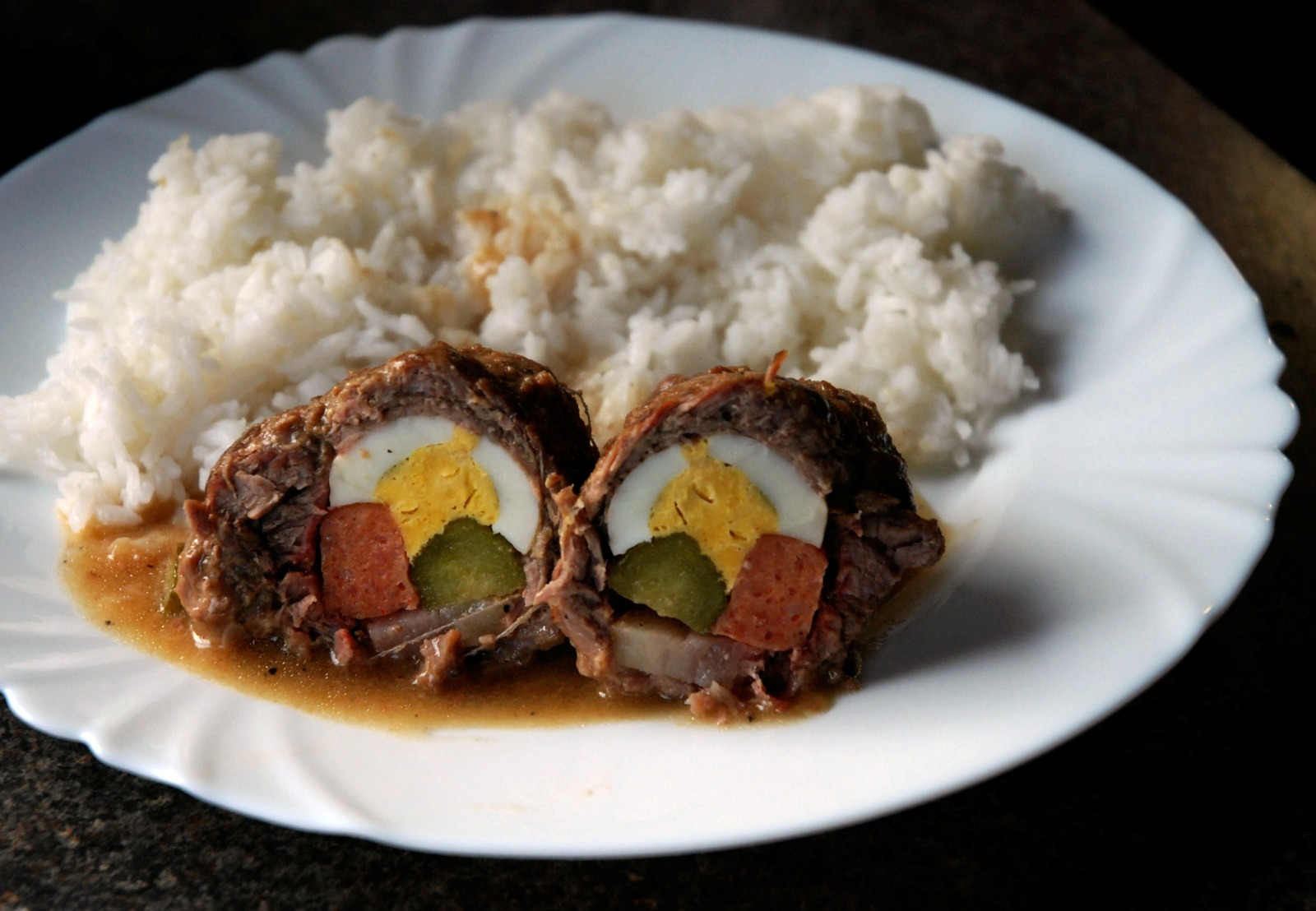
Španělský ptáček, böhmische Rinderrouladen-Variante

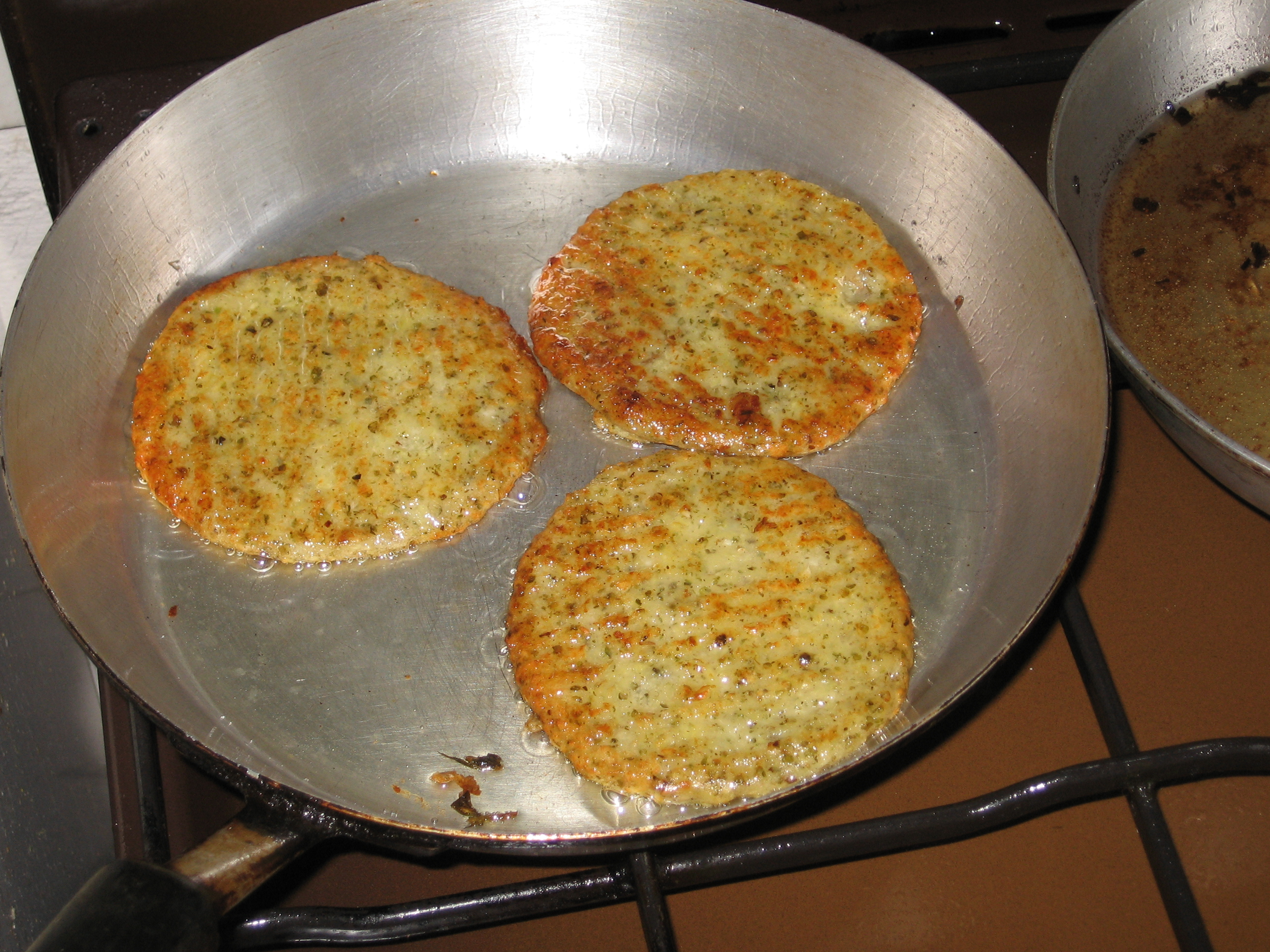
Kartoffelpuffer – bramboráky

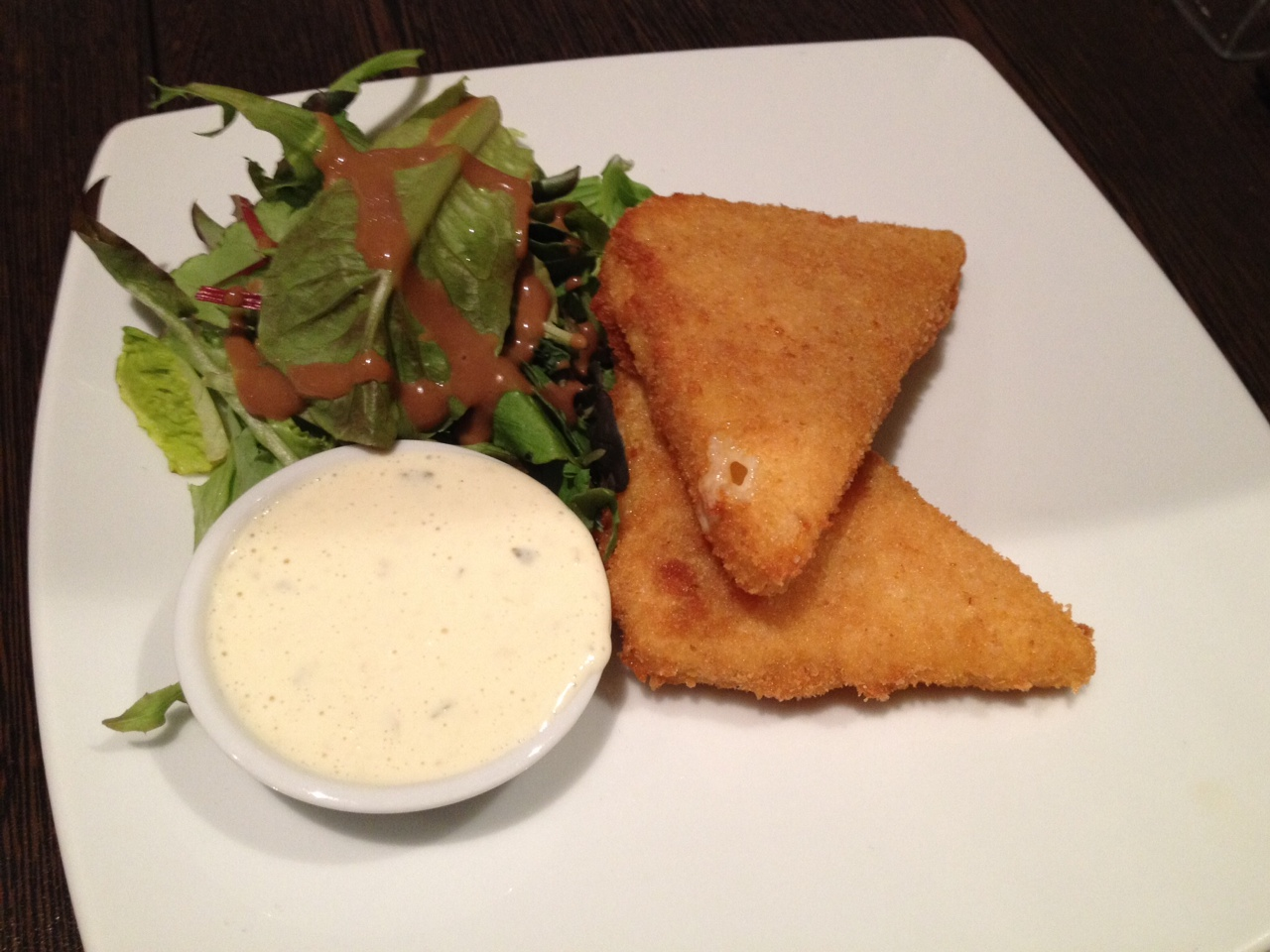
Panierter Käse – smažený sýr

### Schweinsbraten
Der Schweinsbraten (vepřová pečeně) bildet die Grundlage für das tschechische Nationalgericht schlechthin: vepřo-knedlo-zelo also „Schweinefleisch-Knödel-Kraut“. Das eher fettere Fleisch mit Schwarte wird mit Knoblauch eingerieben. Beilage sind Böhmische Knödel und Sauerkraut oder frisch gekochtes Kraut mit Speckwürfeln und Kümmel. Vepřo-knedlo-zelo wird von der überwiegenden Mehrzahl der Bevölkerung als das typische Nationalessen angesehen, noch vor dem Lendenbraten.

### Lendenbraten
Svíčková (svíčková na smetaně oder Lendenbraten auf Sahne) gilt als das besondere, spezifisch böhmische Gericht. Es wird mit einer sämigen Sahnesauce gereicht, die mit passiertem Gemüse angereichert ist und mit Preiselbeeren, Zitrone und Böhmischen Knödeln serviert.

### Böhmische Knödel
Von den vielen in Tschechien üblichen Knödelsorten (knedlíky), sind die böhmischen Semmelknödel (siehe Böhmische Knödel) die bekanntesten.
Sie werden in länglicher Laibform gekocht und in Scheiben geschnitten, falls von Hand, dann vornehmlich mittels Zwirn. Der Mehlteig ist heute in der Regel ohne Hefe, soll aber leicht angebratene Semmelwürfel enthalten.
Eine andere Besonderheit sind Kartoffelknödel, gefüllt mit kleinen Stücken Geselchtem, serviert mit Sauerkraut.

### Weitere typische Gerichte
- Gulasch (guláš) (ungarisches „Pörkölt“)
  - Szegediner Gulasch (segedínský guláš, deutsch: Krautfleisch) ist ursprünglich ein Gericht der Wiener Küche.
  - Lebergulasch (játrový guláš): Häufig gemischte Lebersorten oder nur Geflügelleber, mit Knoblauch und Kümmel gewürzt. Serviert mit Reis, Nudeln, Kartoffelknödeln oder Weißbrot.
  - Wurstgulasch (buřtguláš), auch Kartoffelgulasch (bramborový guláš): Gulaschartiger Eintopf mit Wurststücken und Kartoffeln statt Fleisch.
- Hackbraten; Frikadellen (sekaná; karbanátky): Zubereitung wie in Deutschland. Serviert mit Salat, Kartoffelpüree etc.
- Panierter Weihnachtskarpfen: Typisches Gericht am Heiligen Abend. Wird mit Kartoffelsalat serviert.
- Dill-Soße (koprovka; koprová omáčka): Aus Mehl (Trocken-Schwitze), Butter, Milch und etwas Wasser zubereitete Soße, die kurz vor dem Servieren reichlich mit gehackten Dill verfeinert wird. Regional mit Innereien (Herz, Lunge und Leber).
- Risotto (rizoto): In der böhmischen Küche wird das fertige Risotto zusätzlich mit Käse überbacken. Der Reis wird häufig separat gekocht.
- Letscho (lečo)
- Saure Steinpilze: Mit böhmischen Knödeln als Beilage gereicht.
- Prager Schinken (pražská šunka), ein böhmischer Kochschinken, der traditionell warm serviert wird.
- Tschechische Rinderrouladen (Španělští ptáčci, kurz ptáčci, wörtlich: Spanische Vögelchen) sind kleinere Rinderrouladen, die mit Speck, Würstchen, Essiggurke und Ei gefüllt sind. Als Beilage werden Knödel oder Reis gereicht.
- Gefüllte Paprika in Tomatensauce, die Sauce (rajská omáčka) wird aus Butter-Zwiebel-Mehlschmelze, Piment, Nelken, ganzen Pfefferkörnern, Lorbeer und Tomatenmark zubereitet. Traditionell werden die Paprika mit Hackfleisch gefüllt und in der Sauce gar gekocht oder separat im Ofen gebacken. Serviert werden sie zu böhmischen Knödeln oder Reis.
- Schinkenfleckerl (šunkofleky).
- Nudeln mit Spinat und Spiegelei.
- Käseschnitzel (smažený sýr) ist ein in Tschechien oft anzutreffendes Gericht, gehört aber nicht zur altböhmischen Küche – seine weite Verbreitung verdankt es der erheblichen Preisdifferenz zwischen Fleisch und Käse zu Zeiten der Planwirtschaft. Es handelt sich um panierten Käse, der gefüllt oder ungefüllt angeboten wird. Pro Person werden 100 bis 150 Gramm Käse gerechnet. Man verwendet 1 bis 2 Zentimeter dicke Scheiben von Schnittkäse (vorzugsweise Edamer) oder ganze Camembert-Laibe. Als Füllung wird manchmal Prager Schinken verwendet. Panierter Käse wird mit Sauce tartare (tatarka) serviert. Als Beilage werden Salzkartoffeln oder Pommes frites gereicht.
- Pufferbsen (pučálka): Vorgekeimte und gepuffte Erbsen.
- Kartoffelpuffer (bramborák): Traditionell ein deftiges Gericht, das nicht mit Apfelmus serviert wird. Rohe Kartoffeln werden entweder grob oder fein gerieben mit Knoblauch, Majoran, Salz, Ei und Mehl vermischt. Regional unterscheidet sich die Größe und die Dicke der in einer Pfanne mit Schmalz oder Öl ausgebratenen Bratlinge. Regional mit Schinken und Käse verfeinert.

## Süßspeisen

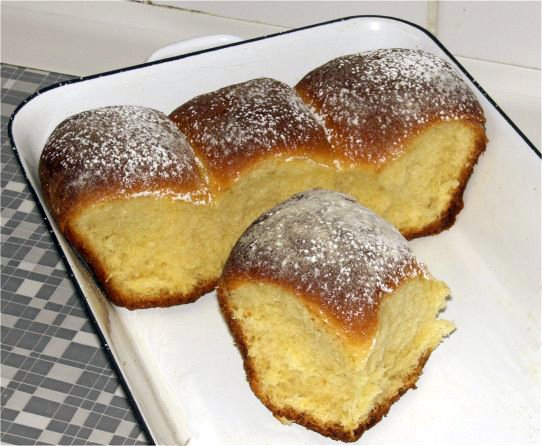
Buchteln (buchty)

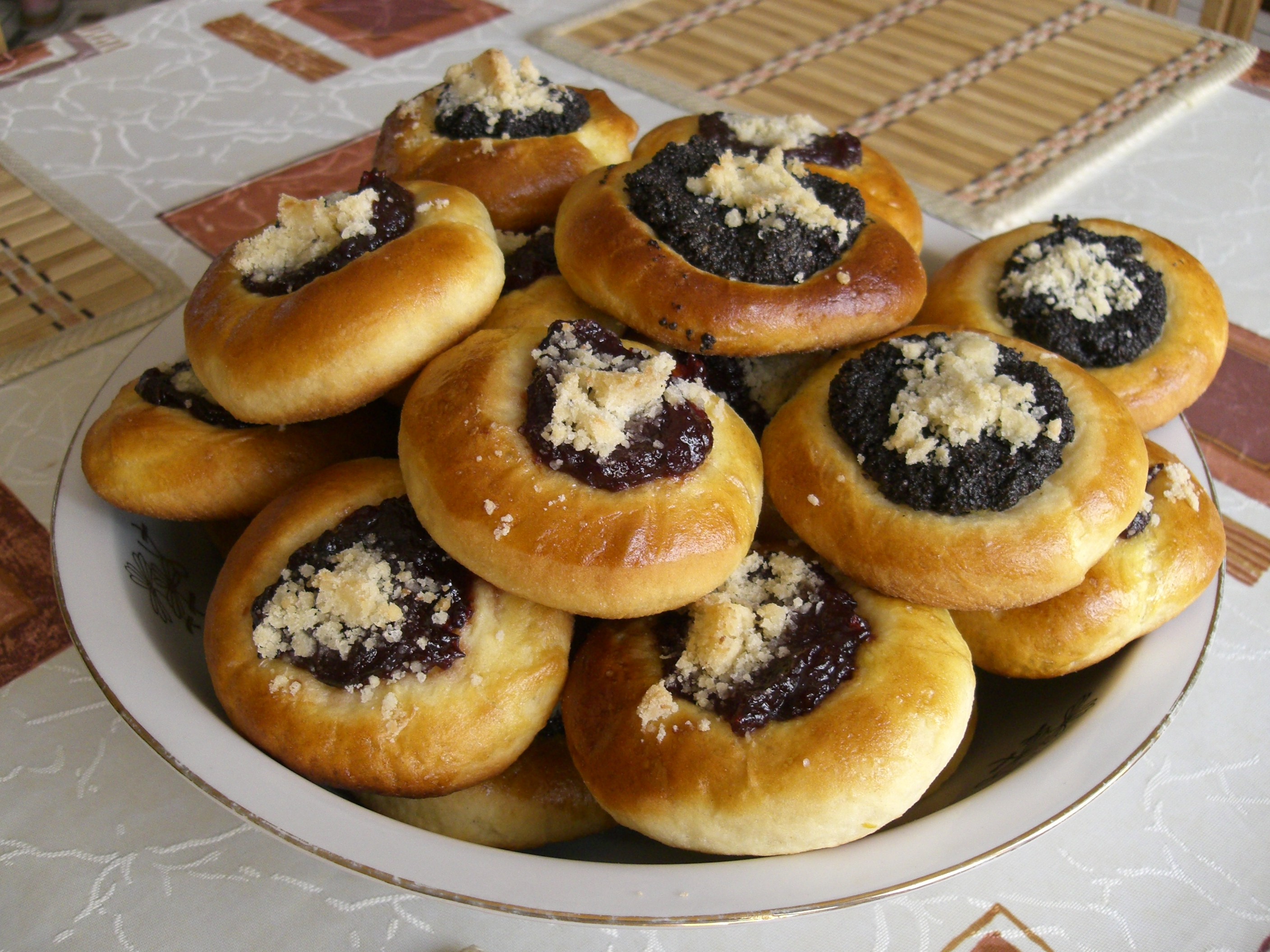
Tschechische Mohnkolatschen

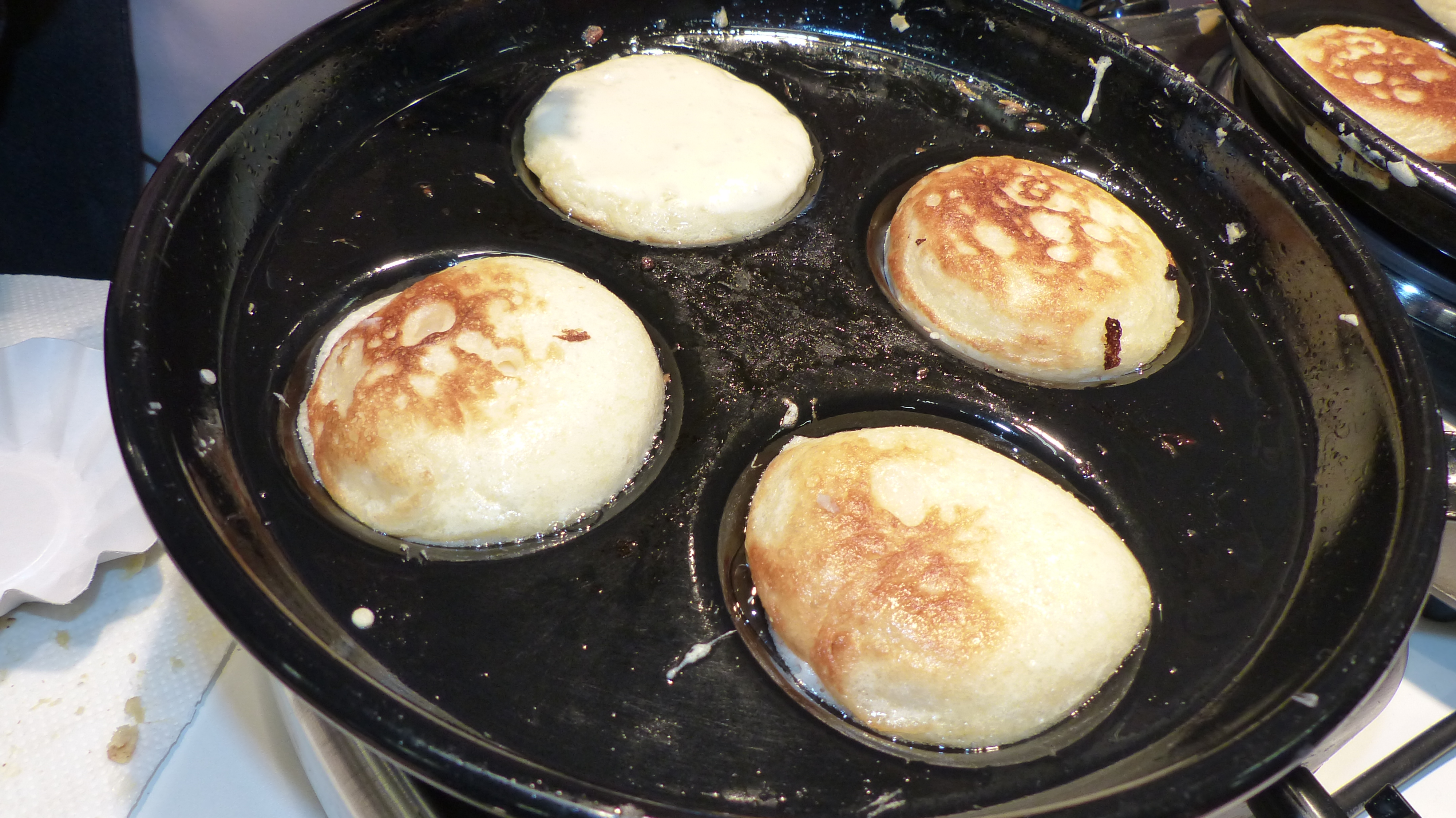
Böhmische Liwanzen

- Zwetschgenknödel (švestkové knedlíky) und Marillenknödel (meruňkové knedlíky): Knödel aus Mehl-, Kartoffel- oder Topfenteig, die man mit Zwetschgen bzw. Aprikosen füllt und in gesalzenem Wasser kocht. Beim Servieren werden sie mit geriebenem Quark, Mohn und Puderzucker bestreut und mit brauner Butter beträufelt. Daneben gibt es noch weitere Arten von Obstknödeln, etwa mit Erdbeeren.
- Powidlknödel (povidlové knedlíky): ähnlich wie österreichische Germknödel, aber kleiner. Eine Portion besteht aus mehreren Knödeln.
- Powidldatschgerl (povidlové taštičky): Mit Powidl gefüllte Teigtaschen.
- Buchteln (buchty): Teigstücke mit Powidl- oder Mohnfüllung, in einem Bräter zu zwölf oder mehr Stück gebacken. Kleine Buchteln (buchtičky) sind ungefüllt und werden mit Vanillesauce übergossen gegessen, vergleichbar mit Dampfnudeln.
  - Powidl-Füllung: Powidl nach Belieben mit Zitronenschale, Zimt, Rum sowie Zucker nach Bedarf abgeschmeckt und mit geriebenem Pfefferkuchen gebunden. Als Füllung für Mehlspeisen.
  - Mohn-Füllung: Gemahlener Mohn wird mit Milch und Zucker eine Viertelstunde gekocht. In die ausgekühlte Masse werden Zucker, Vanille, Mandeln und Gewürznelken gerührt; anschließend wird die Füllung mit Pfefferkuchen- oder Löffelbisquitbröseln gebunden. Als Füllung für Mehlspeisen.
  - Quark-Füllung: meistens mit Zitronenschale, Vanille, Rum-Rosinen und Zucker. Weitere typische Mehlspeisenfüllung
- Kolatschen (Allgemein koláče, regional české koláče bzw. moravské koláče): Runde Teigstücke aus Hefeteig, in der Mitte mit Quark, Powidl, Mohn oder Obststücken, einzeln auf einem Blech gebacken. Nicht zu verwechseln mit der österreichischen Kolatsche, die aber in Tschechien auch üblich sind.
- Dalken (Vdolky) sind eine aus Hefeteig ausgebackene Mehlspeise, die mit Powidl oder Marmelade, sowie mit steifer Sahne bestrichen werden.
- Liwanzen (lívance) sind den Dalken ähnlich, haben aber in der Regel einen größeren Durchmesser. Man bestreicht sie entweder mit Powidl oder Marmelade oder bestreut sie mit einer Mischung aus gemahlenem Mohn, Zucker und Zimt. Zusätzlich können sie mit Schmand verziert werden.
- Palatschinken (palačinky): Dünne Eierpfannkuchen, wenn auch dicker und nicht so trocken wie französische Crêpes, traditionell mit Aprikosen- oder teils auch anderer Marmelade bestrichen, gerollt und mit Puderzucker bestreut. In auf Touristen ausgerichteten Restaurants werden sie häufig (in Anlehnung an die ungarischen Gundel-palacsinta) mit geraspelten Nüssen oder Mandeln, teilweise auch mit Schlagsahne und Eis serviert und zusätzlich mit Schokoladensauce übergossen.
- Windbeutel mit Karamellcreme-Füllung (karamelové větrníky): Kleine Kringel aus Brandmasse, meist mit einer Karamellcreme gefüllt
- Kartoffelsterz-Nocken (škubánky): Laibchen aus einem Gemisch aus gekochten Kartoffeln, Mehl, Schweineschmalz, serviert mit Mohn und Zucker oder nachher in einer Pfanne golden gebraten und gesalzen.
- Scheiterhaufen (žemlovka oder zemlbába; auch bekannt als Semmelbaba; von bába = Großmutter, altes Weib): In einem Bräter oder einer Auflaufform werden Scheiben von älteren Brötchen (Semmeln) und Äpfeln, sowie Zucker, Zimt, Rosinen und Mandeln geschichtet und mit einem Milch-Eier-Gemisch (oder nur Eigelb) durchtränkt. Am Ende des Backvorgangs in einem Backofen wird eine Eischneehaube über die Masse gelegt und kurz überbacken. Einzelne herausgeschnittene Portionen werden mit Puder- oder Vanillezucker bestreut. Es sind auch regionale salzige Varianten bekannt, die statt Äpfeln und süßen Zutaten Gemüse und/oder Wurstwürfel verwenden.
- Mohnnudeln (makové nudle): gekochte Bandnudeln werden in gemahlenen Mohn, Butter und Puderzucker geschwenkt.

## Kalte Speisen, Imbiss, Spezialitäten

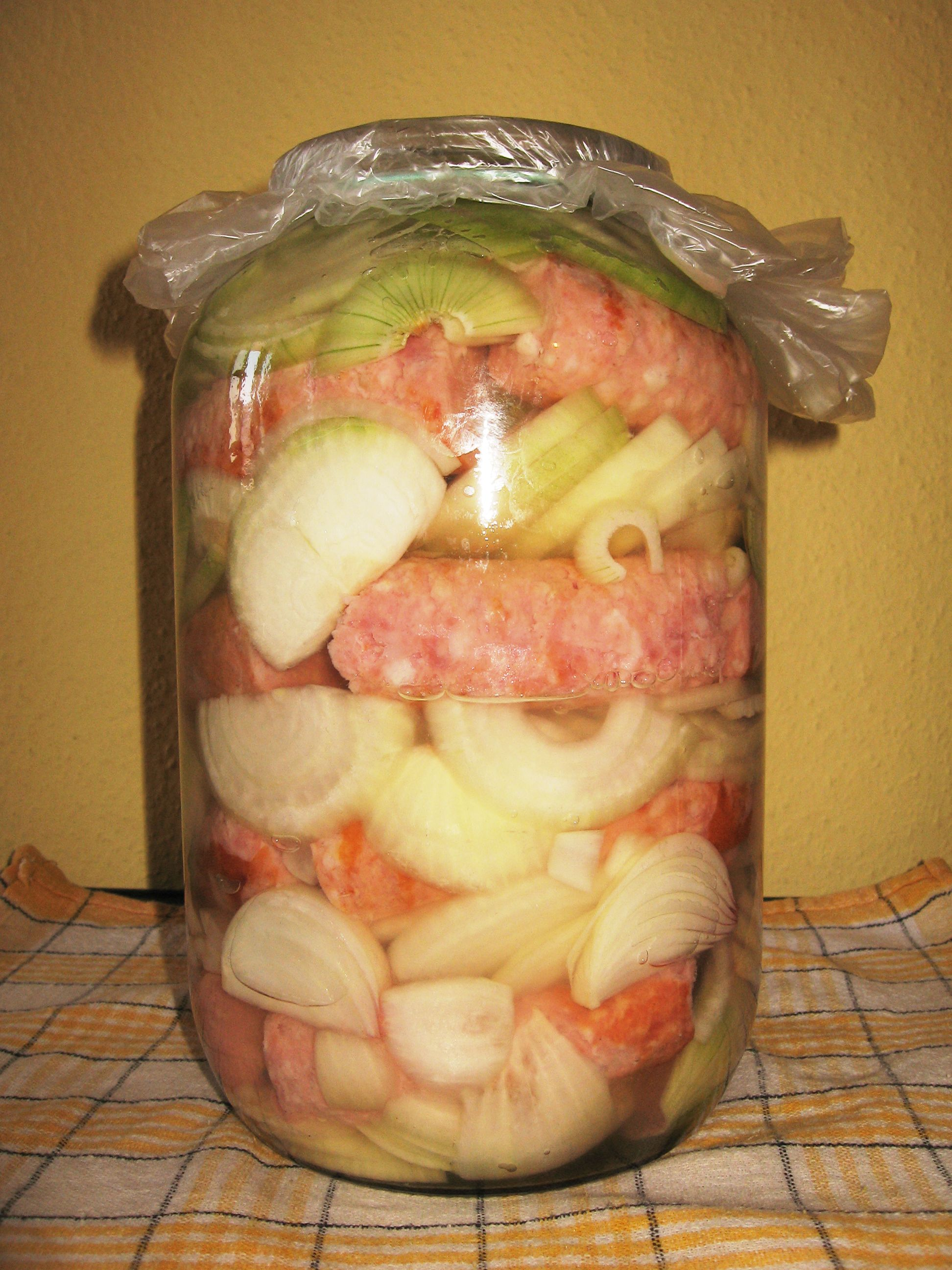
Sauer eingelegte Wurst – Utopenci

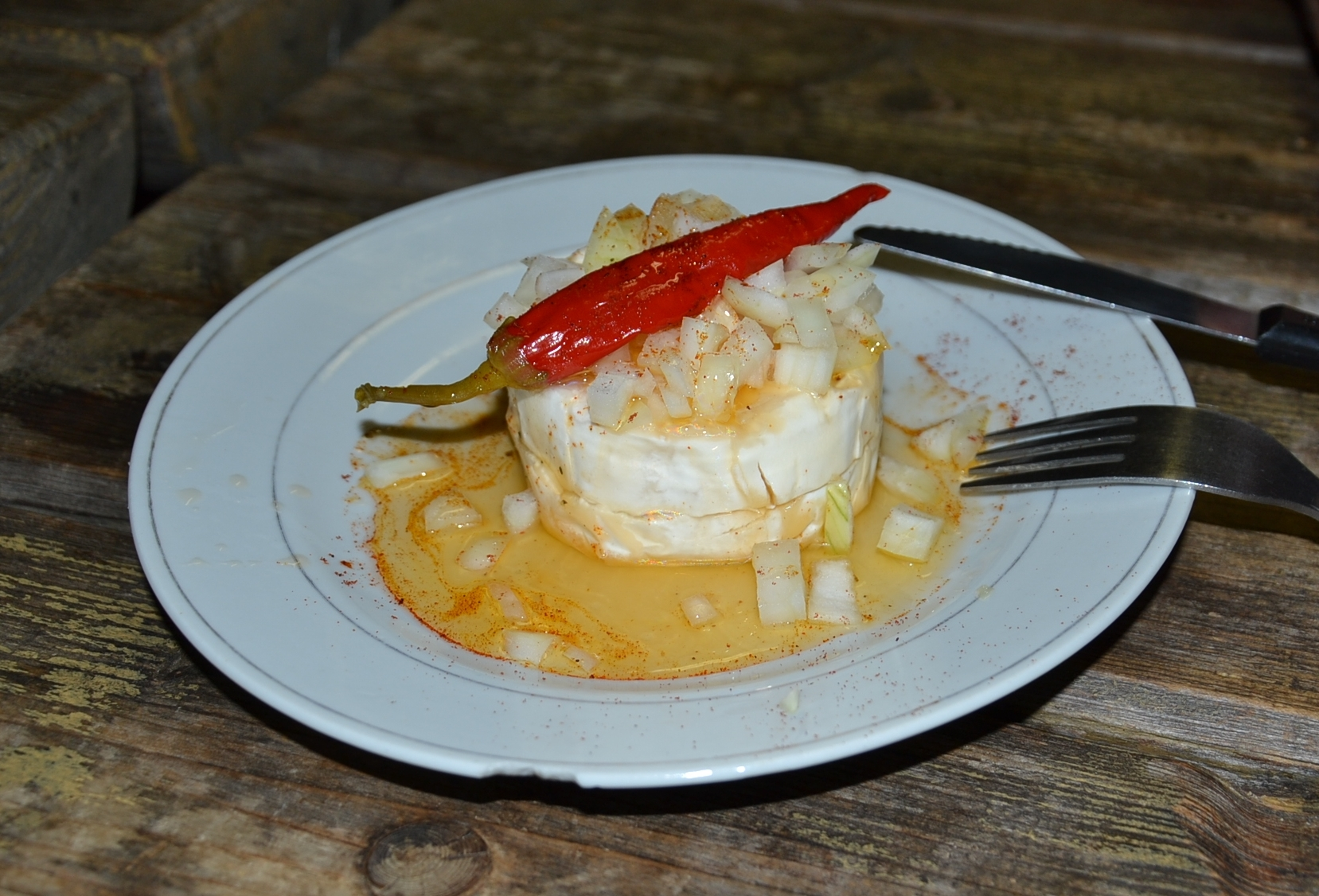
Eingelegter Hermelín

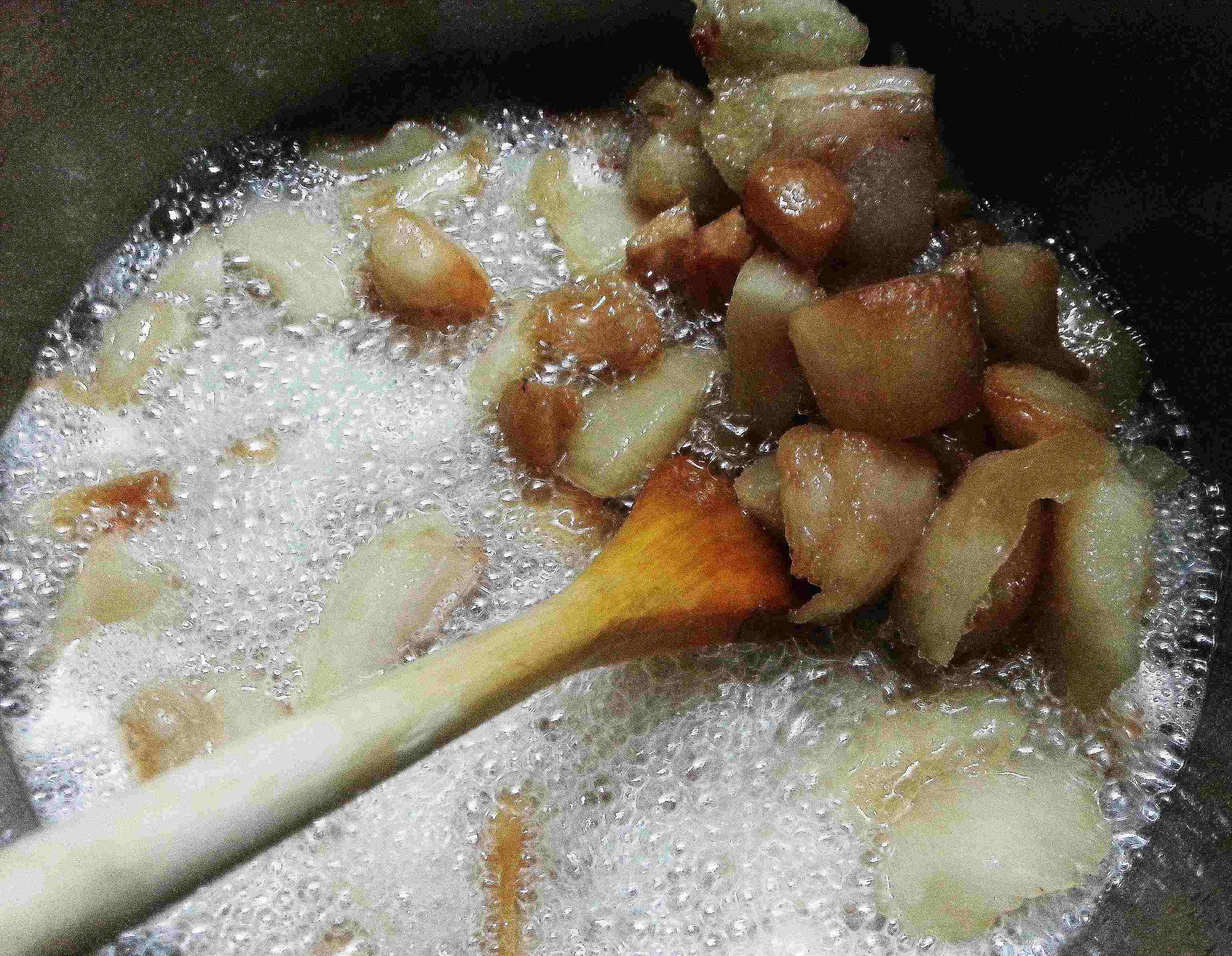
Zubereitung von Schmalz und Grammeln

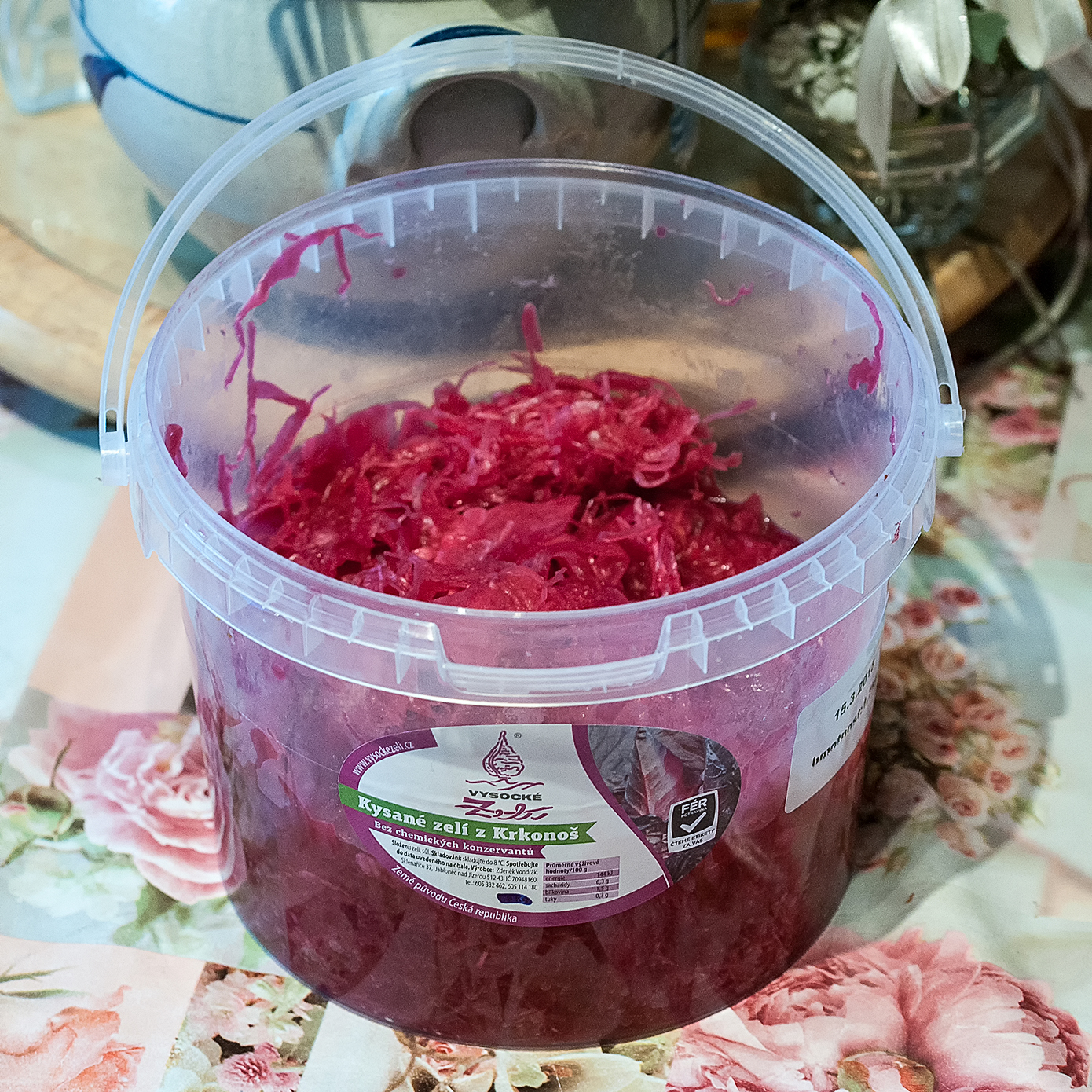
Kysané zelí, roter Spitzkohl, fermentiert wie Sauerkraut – Spezialität aus Iser- und Riesengebirge

- Geröstetes Brot (topinky) wird (meistens aus altbackenem Brot) in Scheiben geschnitten, in der Pfanne gebraten und ausschließlich gesalzen und nach Geschmack mit Knoblauch bestrichen. In Gaststätten werden topinky als Beilage angeboten oder mit Tatar als Snack gereicht. Eine Variation sind die vaječné topinky in Ei – ähnlich der „Armen Ritter“.
- Schnittchen (chlebíčky) sind den Canapés ähnlich. Sie werden als Zwischenmahlzeit oder zur Verköstigung auf Festen serviert. Die Weißbrotscheiben werden zu Hause belegt oder im Einzelhandel an der Kühltheke gekauft. Aus Weißbrotstangen (veka) werden schräg etwa 1 bis 2 Zentimeter dicke Scheiben so geschnitten, dass sie eine Länge von 10 Zentimetern oder mehr haben. In der Regel werden sie zuerst mit Butter oder einem (nicht süßen) Aufstrich bestrichen. Als Belag sind unter anderem üblich: Fleischsalat, Bierschinken oder ungarische Salami, hart gekochte Eier, Fisch (Ölsardine, Hering) und Gewürzgurken. Manchmal reicht dicker Aufstrich, beispielsweise aus Frischkäse, Tatar oder einer Masse aus Meeresfrüchten und Remoulade. Der letztere Aufstrich war beliebt, als hervorragendes und in den 1950er und 1960er Jahren auch preisgünstiges russisches Krabbenfleisch in Dosen importiert wurde. Nach 1989 werden für den Aufstrich tiefgefrorene Shrimps verwendet. Dekoriert wird häufig mit Petersilie.
- Utopenci (wörtlich „Ertrunkene“): Typischer Imbiss in Kneipen, werden aber gerne auch zu Hause zubereitet. Dazu werden Špekáčky (kurze Bockwürste, traditionell mit Speck angereichert) ganz, angeschnitten oder in Scheiben in einer Essiglösung, in Gurkenwasser oder in einer ähnlichen Lösung mit Zwiebeln, Paprika, Gurken oder anderem Gemüse, Senfkörnern, Piment und Lorbeerblättern einige Tage kaltgestellt. Der Sud kann kalt oder heiß angesetzt werden – heiß säuern die Würste schneller.
- Nakládaný hermelín (Eingelegter Hermelinkäse): in Öl eingelegter Camembert, mit Zwiebeln, Paprika oder Preiselbeeren und Gebäck serviert.
- Pivní sýr (Bierkäse) weicher Käse, wird mit rohen Zwiebeln, Senf und Toastbrot gegessen
- Olmützer Quargel (olomoucké tvarůžky, syrečky oder tvargle): Ein Sauermilchkäse ähnlich dem Handkäse, aber mit kräftigerem Geschmack und wesentlich würzigerem Duft.
- Znaimer Gurken (znojemské okurky): kleine Gewürzgurken aus der Gegend des südmährischen Znojmo (Znaim).
- Kysané zelí, roter Spitzkohl, fermentiert wie Sauerkraut – Spezialität aus Iser- und Riesengebirge
- Schmalz und Grammeln (sádlo a škvarky). Schweinespeck wird zuhause ausgebraten oder das Schmalz bzw. die Grammeln fertig gekauft. Das Schmalz ist, gesalzen und mit Zwiebel(ringen) belegt, ein beliebter Brotaufstrich. Die Grammeln werden gerne separat verspeist.

## Getränke

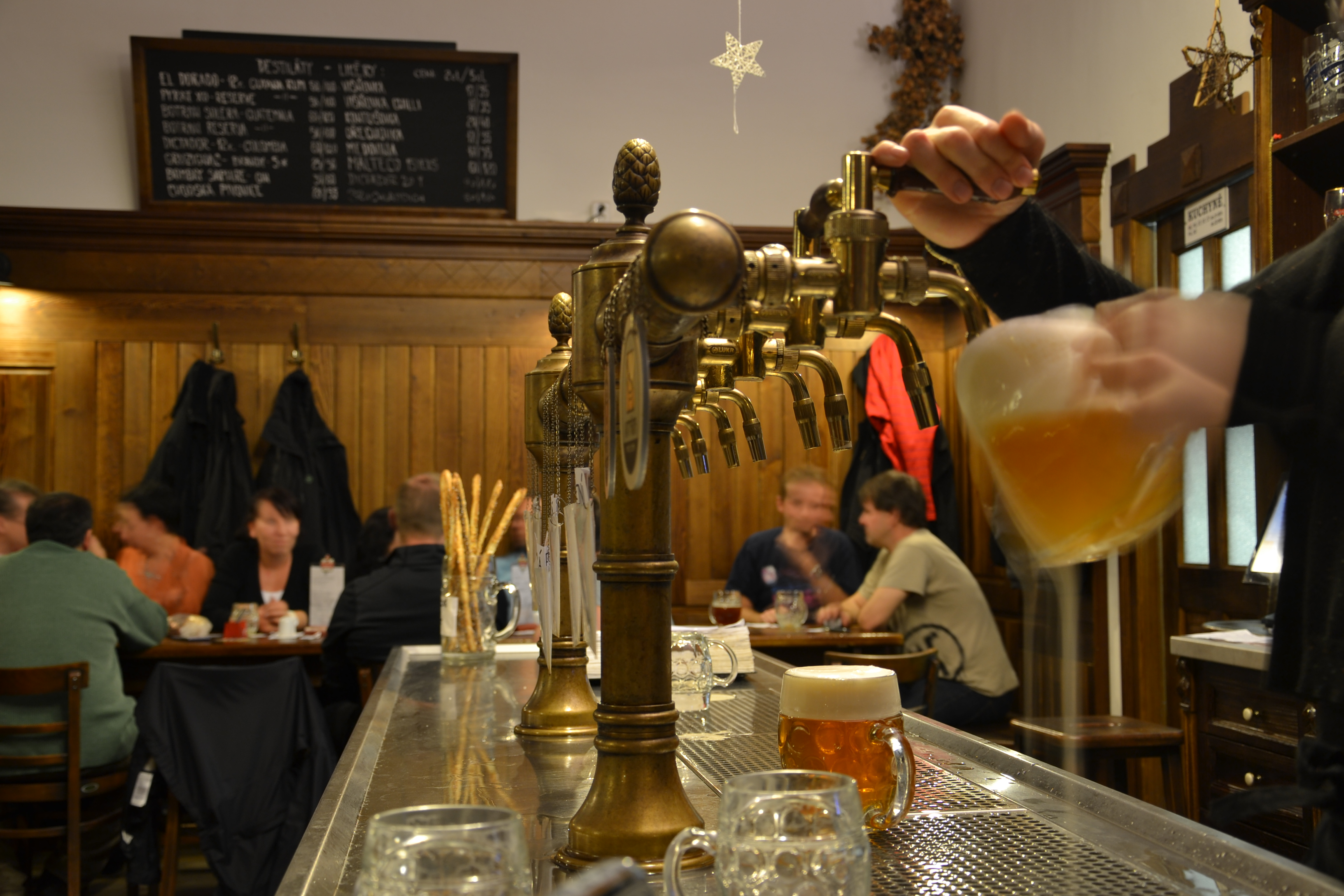
Bierlokal (pivnice) in Hradec Králové

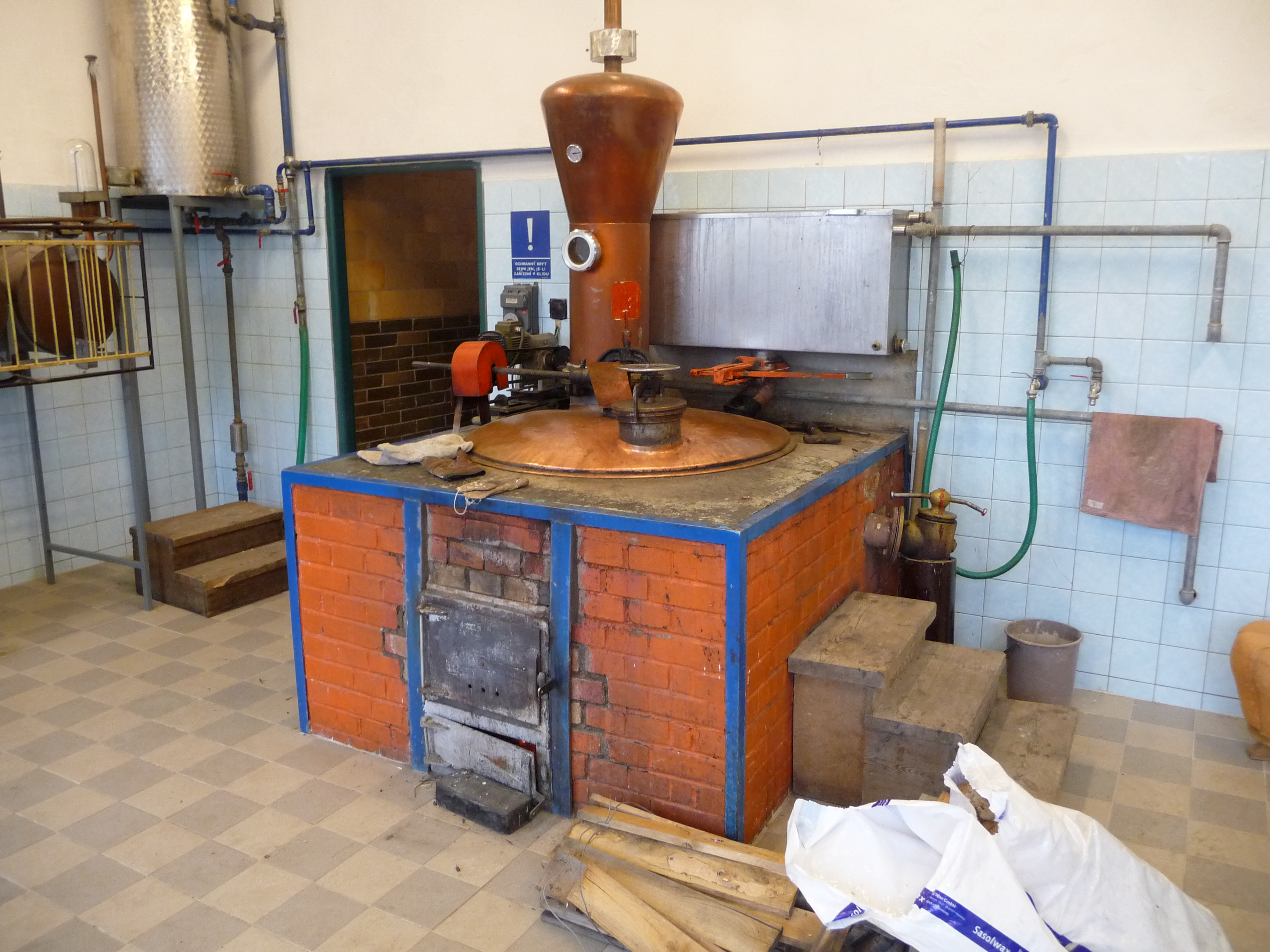
Schnapsbrennerei in Hvozdná

Das tschechische Bier ist weltbekannt und hat eine lange Brautradition. Die Pilsner Brauart hat sich weit über Tschechien hinaus verbreitet. International bekannte Marken sind zum Beispiel Pilsner Urquell, Budweiser, Velkopopovický Kozel, Staropramen, Starobrno, Bernard, Svijany oder Březňák. Die Tschechen sind Weltmeister im Biertrinken. So trinkt nach einer Statistik von 2014 ein Tscheche 144 Liter, ein Deutscher 107 Liter und ein Österreicher 104 Liter Bier im Jahr. Vor 1990 gab es in Tschechien zahlreiche Brauereien. In der Folgezeit setzte ein Brauereisterben ein, doch dieser Trend hat sich mittlerweile wieder umgekehrt. Die Zahl der Brauereien wuchs von 66 im Jahr 2000 auf 163 im Jahr 2011 an, was vor allem auf einen Boom bei den lokalen Kleinbrauereien zurückzuführen ist.
In Tschechien wird seit alters her Weinbau betrieben. Das größte Weinbaugebiet liegt in Südmähren. Auch in der Gegend um Litoměřice und Mělník in Mittelböhmen wird Wein angebaut. Dies hat vielerorts die Architektur geprägt: hinter unscheinbaren Häusern befinden sich Eingänge in große Weinkeller.
Der Obstbrand hat in Tschechien Tradition. Sliwowitz (Slivovice) wird aus Zwetschgen gewonnen und ist ein Nationalgetränk im östlichen Mähren. Apfel- (jabkovice), Birnen- (hruškovice) und Aprikosen- bzw. Marillenbrand (meruňkovice) sind ebenfalls geläufig. Borovička ist ein Wacholdergeist mit Kräutern. Zelená ist ein Pfefferminzlikör.
Kaffee wird manchmal als Turek („Türke“) zubereitet; dazu wird ein Teelöffel sehr fein gemahlenen Kaffees in ein Glas geschüttet und mit siedendem Wasser übergossen. Der Kaffee wird nach Bedarf gesüßt, umgerührt und nach dem Absetzen getrunken. Der Kaffeesatz bleibt übrig.
International bekannte Getränkemarken:
- Pilsner Urquell (Plzeňský Prazdroj): Bier nach Pilsner Brauart.
- Budweiser Budvar (Budějovický Budvar): Budweiser Bier.
- Mattoni: Mineralwasser aus Karlsbad
- Becherovka: Karlsbader Kräuterlikör mit bittersüßen Geschmack. Das Originalrezept von Josef Becher, dem Vater des Becherovka, stammt aus dem Jahr 1807.
- Stará myslivecká („Alter Jägerschnaps“): ein Branntwein, wird als „Tschechischer Cognac“ tituliert.
- Kofola ist ein in Tschechien, der Slowakei und Polen verbreitetes Colagetränk.
- Velkopopovický Kozel, beliebtes Schwarzbier